# Alice Heinzelmann
Pour les articles homonymes, voir Heinzelmann.
Alice Heinzelmann, née le 21 février 1925 à Delémont et morte le 14 décembre 1999 dans le canton de Berne, est une nouvelliste et poétesse suisse.

## Biographie

### Origines
Alice Heinzelmann naît le 21 février 1925 à Delémont, dans le futur canton du Jura. Elle a un frère.

### Formation et parcours professionnel
Après un apprentissage d'employé de commerce qu'elle termine à Zurich, elle est secrétaire de direction à la fonderie Boillat à Reconvilier, dans le canton de Berne, à partir de 1948,. Elle obtient la maîtrise fédérale de secrétaire de direction en 1968.
Elle assure la rédaction du mensuel « Tous », journal de son entreprise.

### Parcours littéraire
Elle publie en 1971, son œuvre majeure, Saisons, suite de poèmes en prose. Sa dernière œuvre anthume, Le sac à puces, « des nouvelles au ton ironique et tendre », paraît en 1991. 
Après sa mort, l'écrivain Bernadette Richard, qui était très proche d'Alice Heinzelmann, sélectionne une centaine de ses nouvelles inédites, compilées dans Au jardin de Line paru en 2015.

### Mort
Elle meurt le 14 décembre 1999, à l'âge de 74 ans, dans une ambulance en chemin vers l'Hôpital de l'Île, à Berne, après avoir été renversée en plein après-midi par un automobiliste en état d'ivresse.

## Distinctions
- 1958 : prix Midi Libre de la Compagnie des écrivains méditerranéens[1] et des amis des lettres, dans la section prose[7]

- 1960 : prix d'honneur du président de la Compagnie des écrivains méditerranéens[1] pour « Routes et pensers »

- 1965 : grand prix de poésie Louis-Jullian de la ville d'Arles[8], pour ses œuvres en prose[9]
- 1969 : Prix Georges-Nicole pour des extraits de Saisons[1]
- 1990 : prix de poésie de Belfort[1]

## Œuvre
- Saisons, prose poétique, Zurich, L'Arc-en-ciel, 1971[10]
- Le Sac à puces, nouvelles, contes et pamphlets, Saint-Imier, Canevas, 1991[11]
- Au jardin de Line, ill. de Pierre Estoppey, nouvelles, Lausanne, Éditions L’Âge d’Homme, 2015[2]